# Alcomsat-1
Alcomsat-1 ist ein kommerzieller Kommunikationssatellit der algerischen Weltraumbehörde ASAL.
Er wurde am 10. Dezember 2017 um 16:41 UTC mit einer Langer-Marsch-3B-Trägerrakete vom Raketenstartplatz Kosmodrom Xichang in eine geostationäre Umlaufbahn gebracht. Am 1. April 2018 wurde er offiziell an ASAL übergeben.
Der dreiachsenstabilisierte Satellit ist mit 19 Ku-Band-, 12 Ka-Band- und 2 L-Band-Transpondern ausgerüstet und soll von der Position 24,8° W Nordafrika mit Tunesien, Nord-Tschad und Nordsudan mit Telekommunikationsdienstleistungen und Internet versorgen. AlcomSat-1 trägt eine hybride Kommunikationsnutzlast für eine Dual-Mission-Architektur. Die zivilen Dienste werden mit Ku-Band-Transpondern für die Fernsehübertragung und Ka-Band für die Internetverbreitung und die Mobilkommunikation genutzt, während die militärisch betriebenen Nutzlastkapazitäten im X-Band sowie im UHF- und EHF-Frequenzband liegen. Zwei Bodenstationen wurden für den Betrieb des Satelliten und als Kommunikationsgateway gebaut, eine in Medea und die zweite in der Nähe von Ouargla. Er wurde auf Basis des Satellitenbusses DFH-4 der Chinesischen Akademie für Weltraumtechnologie (CAST) gebaut und besitzt eine geplante Lebensdauer von 15 Jahren.